# Backless
Backless — шестой студийный альбом Эрика Клэптона, выпущенный лейблом Polydor Records в ноябре 1978 года. Хотя Backless не смог повторить успех альбома Slowhand, он стал серебряным в Великобритании и платиновым в Канаде и США, а также достиг позиции № 8 в Billboard Top LPs & Tape.

## Список композиций
| №  | Название                        | Автор(ы)                  | Длительность |
| -- | ------------------------------- | ------------------------- | ------------ |
| 1. | «Walk Out in the Rain»          | Боб Дилан, Хелена Спрингс | 4:10         |
| 2. | «Watch Out for Lucy»            | Эрик Клэптон              | 3:24         |
| 3. | «I’ll Make Love to You Anytime» | Джей Джей Кейл            | 3:21         |
| 4. | «Roll It»                       | Эрик Клэптон, Марси Леви  | 3:40         |
| 5. | «Tell Me That You Love Me»      | Эрик Клэптон              | 3:30         |

| №  | Название                         | Автор(ы)                             | Длительность |
| -- | -------------------------------- | ------------------------------------ | ------------ |
| 1. | «If I Don’t Be There by Morning» | Боб Дилан, Хелена Спрингс            | 4:35         |
| 2. | «Early in the Morning»           | народная, аранжировка — Эрик Клэптон | 5:25         |
| 3. | «Promises»                       | Ричард Фельдман, Роджер Линн         | 3:01         |
| 4. | «Golden Ring»                    | Эрик Клэптон                         | 3:30         |
| 5. | «Tulsa Time»                     | Дэнни Флауэрс                        | 3:30         |

## Участники записи
Информация приведена по сведениям базы данных Discogs
Музыканты:
- Эрик Клэптон — вокал, гитара
- Дик Симс — клавишные
- Марси Леви — вокал
- Джордж Терри[англ.] — гитара
- Карл Рэйдл — бас-гитара, вокал
- Джейми Олдэкер[англ.] — ударные, перкуссия, вокал
- Бенни Галлахер[англ.] — бэк-вокал на «Golden Ring»
- Грэм Лайл[англ.] — бэк-вокал на «Golden Ring»

Технический персонал:
- Глин Джонс — продюсер, звукорежиссёр
- Джон Эстли[англ.] — ассистент звукорежиссёра
- Дэвид Стюарт — художественное руководство и дизайн
- Нелло — фотография, художественное руководство и дизайн
- Роб Фрабони[англ.] — дополнительные фото
- Энди Сеймур — дополнительные фото
- Лаура К. Симс — дополнительные фото

## Позиции в хит-парадах и сертификации
| Год       | Хит-парад                                  | Высшая позиция | Пребывание в чарте |
| --------- | ------------------------------------------ | -------------- | ------------------ |
| 1978—1979 | Австрия (Ö3 Austria)                       | 24             | 4 недели           |
| 1978—1979 | Великобритания (UK Albums Chart)           | 18             | 12 недель          |
| 1978—1979 | Канада (RPM 100 Albums)                    | 6              | 20 недель          |
| 1978—1979 | Нидерланды (Nationale Hitparade LP Top 50) | 22             | 10 недель          |
| 1978—1979 | Новая Зеландия (RMNZ)                      | 22             | 4 недели           |
| 1978—1979 | Норвегия (VG-lista)                        | 2              | 4 недели           |
| 1978—1979 | США (Billboard Top LP’s & Tape)            | 8              | 37 недель          |
| 1978—1979 | Финляндия (Suomen virallinen lista)        | 28             | 5 недель           |
| 1978—1979 | Франция (SNEP)                             | 21             | 13 недель          |
| 1978—1979 | Швеция (Topplistan)                        | 28             | 2 недели           |

| Хит-парад (1979)                   | Позиция |
| ---------------------------------- | ------- |
| Канада (RPM Year-End)              | 39      |
| США (Billboard Top Popular Albums) | 42      |

| Регион | Сертификация | Продажи    |
| --- | ------------ | ---------- |
| Великобритания (BPI) | Серебряный   | 60 000^    |
| Канада (Music Canada) | Платиновый   | 100 000^   |
| США (RIAA) | Платиновый   | 1 000 000^ |
| * Данные о продажах приведены только на основе сертификации. ^ Данные о тиражах приведены только на основе сертификации. |              |            |